# Andrzej Kozera

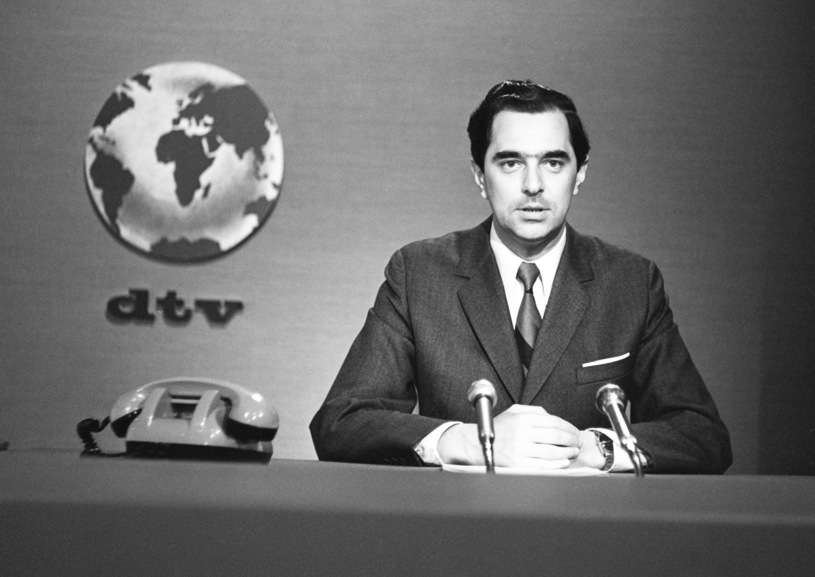
Andrzej Kozera

Andrzej Kozera (ur. 5 stycznia 1937, zm. 21 marca 2010) – polski dziennikarz telewizyjny.

## Życiorys

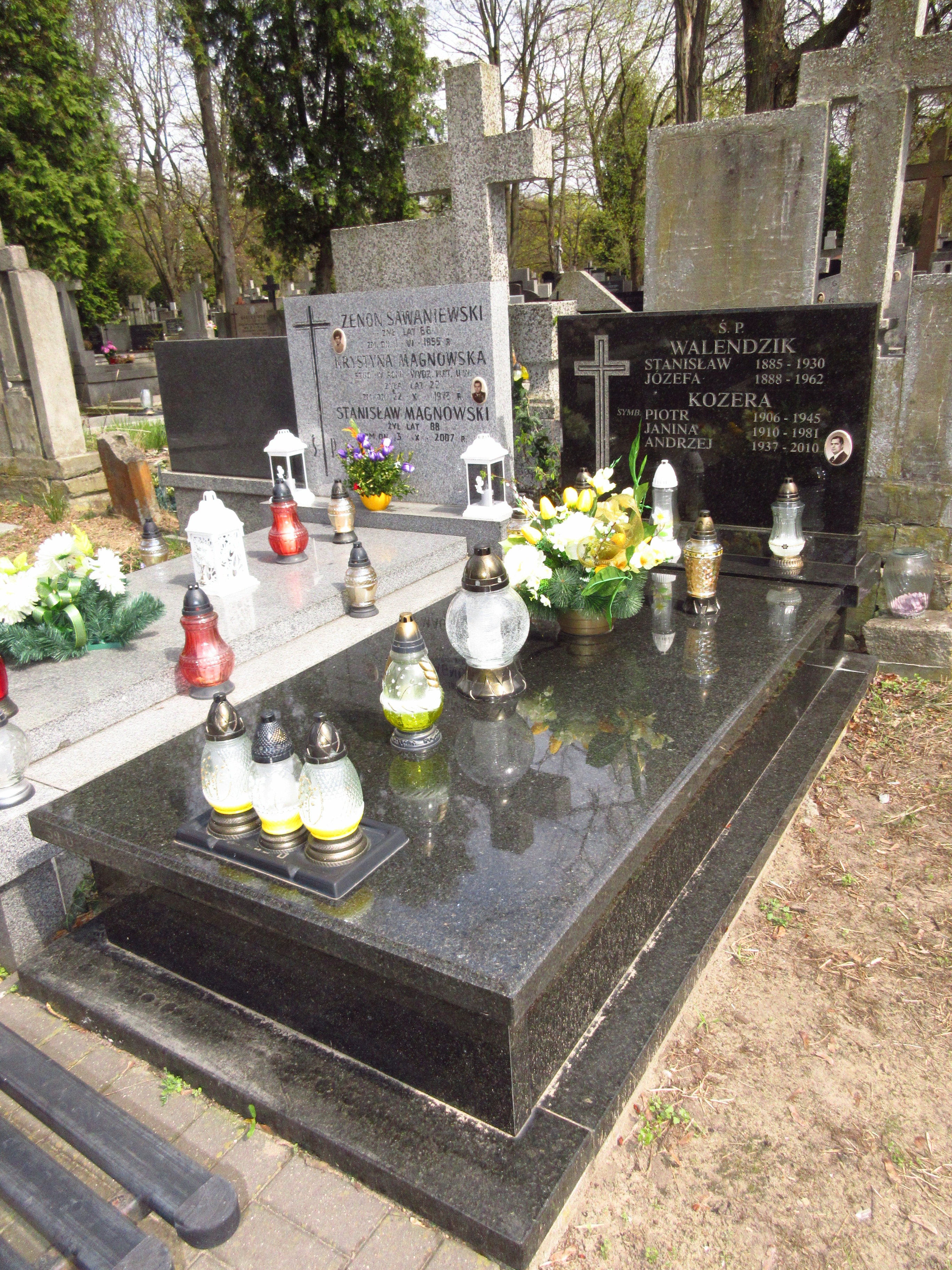
Grób Andrzeja Kozery na cmentarzu Bródnowskim

Rozpoczął pracę w Telewizji Polskiej w 1962, wygrał wtedy konkurs na prezentera. W latach 70. prowadził Dziennik Telewizyjny, m.in. 16 października 1978 poinformował polskich telewidzów o wyborze Karola Wojtyły na papieża. Komentował również jego wizyty w Polsce. Podczas stanu wojennego w 1981 zniknął z ekranu, choć nadal pracował w telewizji.
W czasie jubileuszu 50-lecia Telewizji Polskiej w 2002 wystąpił wśród zaproszonych gości. Pracował przy opisywaniu zbiorów archiwalnych materiałów filmowych. Był jedynym spośród prezenterów Dziennika z czasów PRL, który aktywnie współpracował z TVP do ostatnich dni życia.
31 marca 2010 roku został pochowany na cmentarzu Bródnowskim w Warszawie (Kw. 59D-VI-8).

## Odznaczenia i wyróżnienia
- Srebrny Krzyż Zasługi (1970)[3]
- Brązowy Medal „Za zasługi dla obronności kraju” (1973)[4]
- Krzyż „Za Zasługi dla ZHP” (1972)[5]
- Odznaka 1000-lecia Państwa Polskiego (1967)[6]
- Złota odznaka honorowa „Za Zasługi dla Warszawy” (1978)[7]
- Złota Odznaka Honorowa Towarzystwa Przyjaźni Polsko-Radzieckiej (1968)[8]
- Wyróżnienie Ministra Obrony Narodowej w dziedzinie telewizji (1966)[9]
- Nagroda zespołowa przewodniczącego Komitetu do spraw Radia i Telewizji w dziedzinie telewizji za rok 1971 (1972)[10]
- II nagroda w konkursie im. Hanki Sawickiej (1973)[11]
- I nagroda w konkursie ZHP "Młodzi Patroci" (1973)[12]
- Nagroda zespołowa przewodniczącego Komitetu do spraw Radia i Telewizji w zakresie publicystyki społecznej (1975)[13]
- Wyróżnienie I stopnia Rady Głównej Federacji Socjalistycznych Związków Młodzieży Polskiej (1976)[14]